# Rickey Dixon
College Football Hall of Fame 2019
(en) Statistiques sur pro-football-reference
Rickey Dixon, né le 26 décembre 1966 à Dallas et mort le 1er août 2020 à DeSoto, est un joueur américain de football américain.

## Biographie

### Enfance
Dixon étudie à la Wilmer-Hutchins High School de Dallas où il reçoit de nombreux honneurs pendant quatre saisons avant d'entrer à l'université de l'Oklahoma après n'avoir reçu aucune proposition de la part des facultés de la Southwest Conference,.

### Carrière

#### Université
Joueur de l'équipe de football américain des Sooners, Dixon dispute quatre années dans cet effectif où il réalise dix-sept interceptions. Après un titre de champion national en 1985, il reçoit le Jim Thorpe Award pour 1987, qu'il partage avec Bennie Blades, récompensant le meilleur defensive back du pays au niveau universitaire après neuf interceptions, dominant la Big 8 Conference. 
Le défenseur reçoit deux nominations dans l'équipe de la saison pour la Big 8 lors de son parcours tout comme un titre d'All-American en 1987. En 2019, il est introduit au College Football Hall of Fame et devient le vingt-deuxième Sooner à obtenir ce statut.

#### Professionnel
Rickey Dixon est sélectionné au premier tour de la draft 1988 de la NFL par les Bengals de Cincinnati au cinquième choix. Lors de sa première saison comme professionnel (rookie), il réalise une interception et couvre un fumble dans une année voyant Cincinnati au Super Bowl XXIII. L'année suivante il bascule comme titulaire au poste de safety et intercepte trois passes en 1989 avant de devenir titulaire occasionnel dans la rotation des Bengals jusqu'en 1992 inclus,. 
En juillet 1993, il est échangé aux Raiders de Los Angeles contre un choix au sixième tour de la draft 1994, utilisé par Cincinnati sur Jerry Reynolds. Dixon réalise neuf matchs avec les Raiders, tous comme remplaçant, et ne fait qu'une saison avec cette nouvelle équipe. Le safety fait une année vierge avant de s'engager, pendant la pré-saison 1995, avec les Packers de Green Bay mais il ne fait que quatre mois et ne dispute aucun match officiel. 
Pendant l'année 2013, Rickey Dixon commence à perdre du poids et à ressentir des douleurs, se faisant diagnostiquer la maladie de Charcot. Les médecins évoqueront les chocs répétés à la tête lors de la carrière de Dixon comme possibles déclencheurs de la maladie, obligeant l'ancien footballeur à se déplacer dans une chaise roulante et à se nourrir à travers une sonde. Il décède le 1er août 2020 de la maladie de Charcot, et laisse une femme et quatre enfants. 